# San Francisco Declaration on Research Assessment
Die San Francisco Declaration on Research Assessment (DORA) (San Francisco Erklärung zur Forschungsbewertung) ist eine Initiative zur Verbesserung der Bewertung von Forschungsergebnissen aus dem Jahr 2012, die sich vor allem gegen die Verwendung von Impact-Faktoren (z. B. dem Journal impact factor, JIF) als Instrument zur Qualitätsmessung richtet. In der Erklärung werden Empfehlungen ausgesprochen, die sich in erster Linie auf Praktiken im Zusammenhang mit Fachartikeln beziehen, die in wissenschaftlichen Fachzeitschriften veröffentlicht werden, die Peer review verwenden.
Grundlegende Empfehlungen sind beispielsweise:
- Bei der Entscheidung über Finanzierung, Einstellung oder Beförderung von Personen sollten keine Impact-Faktoren zugrunde gelegt werden
- Es soll die Forschung selbst und nicht das Journal, das sie veröffentlicht, bewertet werden.
- Die Möglichkeiten einer Online-Publikation sollten besser genutzt werden, beispielsweise sollten die Einschränkungen bezüglich Wortanzahl, Quellenangaben oder Abbildungen in Forschungsartikeln gelockert werden.

Die Erklärung wurde im Dezember 2012 auf einem Treffen der American Society for Cell Biology initiiert und am 13. Mai 2013 veröffentlicht. Zum Zeitpunkt ihrer Veröffentlichung gehörten etwa 150 Wissenschaftler und 75 Wissenschaftsorganisationen zu den Unterzeichnern.
Die Zahl ist inzwischen (Stand 2024) auf 3194 Organisationen und 21.779 Einzelunterzeichner angewachsen, darunter die Europäische Kommission und einer der größten Wissenschaftsverlage, Springer Nature.